# ジョン・ウォード (第2代ダドリー＝ウォード子爵)

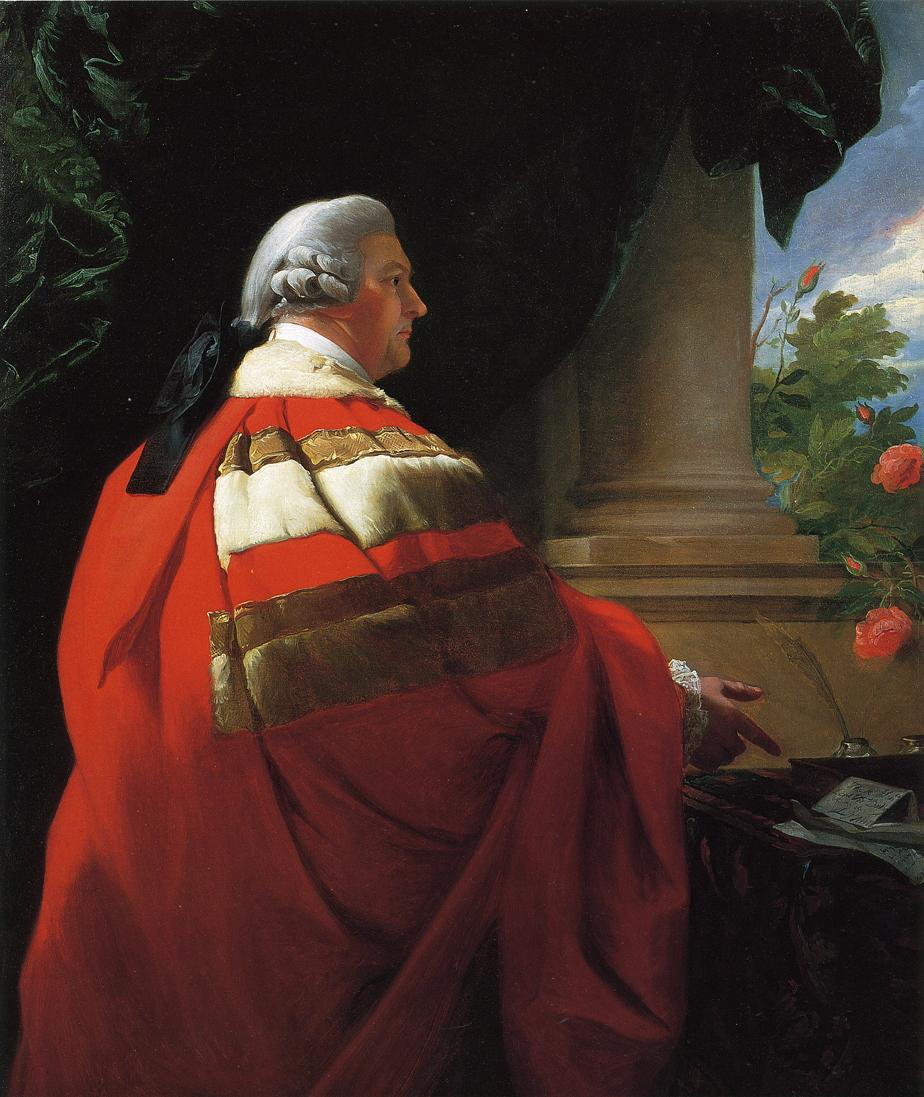
ジョン・シングルトン・コプリーによる肖像画、1780年代。

第2代ダドリー＝ウォード子爵ジョン・ウォード（英語: John Ward, 2nd Vicount Dudley and Ward、1725年2月22日 – 1788年10月10日）は、イギリスの貴族、政治家。トーリー党所属。

## 生涯
初代ダドリー＝ウォード子爵ジョン・ウォードとアンナ・マリア・バウチャー（Anna Maria Bourchier、1725年12月12日没、チャールズ・バウチャーの娘）の息子として、1725年2月22日に生まれた。1743年2月7日にオックスフォード大学オリオル・カレッジに入学、1745年12月10日にM.A.の学位を修得した。
1754年イギリス総選挙でマールバラ選挙区から出馬して当選、1761年イギリス総選挙でウスターシャー選挙区に鞍替えして再選した。議会ではビュート伯爵内閣とグレンヴィル内閣、チャタム伯爵内閣を支持、第1次ロッキンガム侯爵内閣に反対したが、グレンヴィル内閣期にあたる1764年にウスターシャーの利益を代表して、サイダー税法の廃止法案に賛成した。1774年5月6日に父が死去すると、ダドリー＝ウォード子爵の爵位を継承した。その後は貴族院でノース内閣を支持した。
1769年7月3日、ケンブリッジ大学よりLL.D.の学位を授与された。
1788年10月10日にヒムリーで死去、同地で埋葬された。異母弟ウィリアムが爵位を継承した。

## 家族
1788年7月15日、メアリー・フェア（Mary Fair、1810年5月24日埋葬、ガマリエル・フェアの娘）と結婚した。